# 9768 Stephenmaran
9768 Stephenmaran eller 1992 GB1 är en asteroid i huvudbältet som upptäcktes den 5 april 1992 av det amerikanska astronom paret Eugene M. och Carolyn S. Shoemaker vid Palomar-observatoriet. Den är uppkallad efter den amerikanske astronomen Stephen P. Maran.
Asteroiden har en diameter på ungefär 5 kilometer.